# Робертсон Стэдиум
«Ро́бертсон Стэ́диум» (англ. Robertson Stadium) — бывший стадион для американского футбола, располагавшийся в Хьюстоне, Техас, США. Был открыт в 1942 году. Являлся домашней ареной для команды по американскому футболу Хьюстонского университета «Хьюстон Кугарс». С 2006 по 2011 годы также был домашней ареной для футбольного клуба «Хьюстон Динамо» из MLS. Вместимость стадиона составляла около 32 тыс. человек. Был снесён в 2012 году. В 2014 году на его месте был построен «Ти-ди-и-си-ю Стэдиум».